# Nancy Sandars

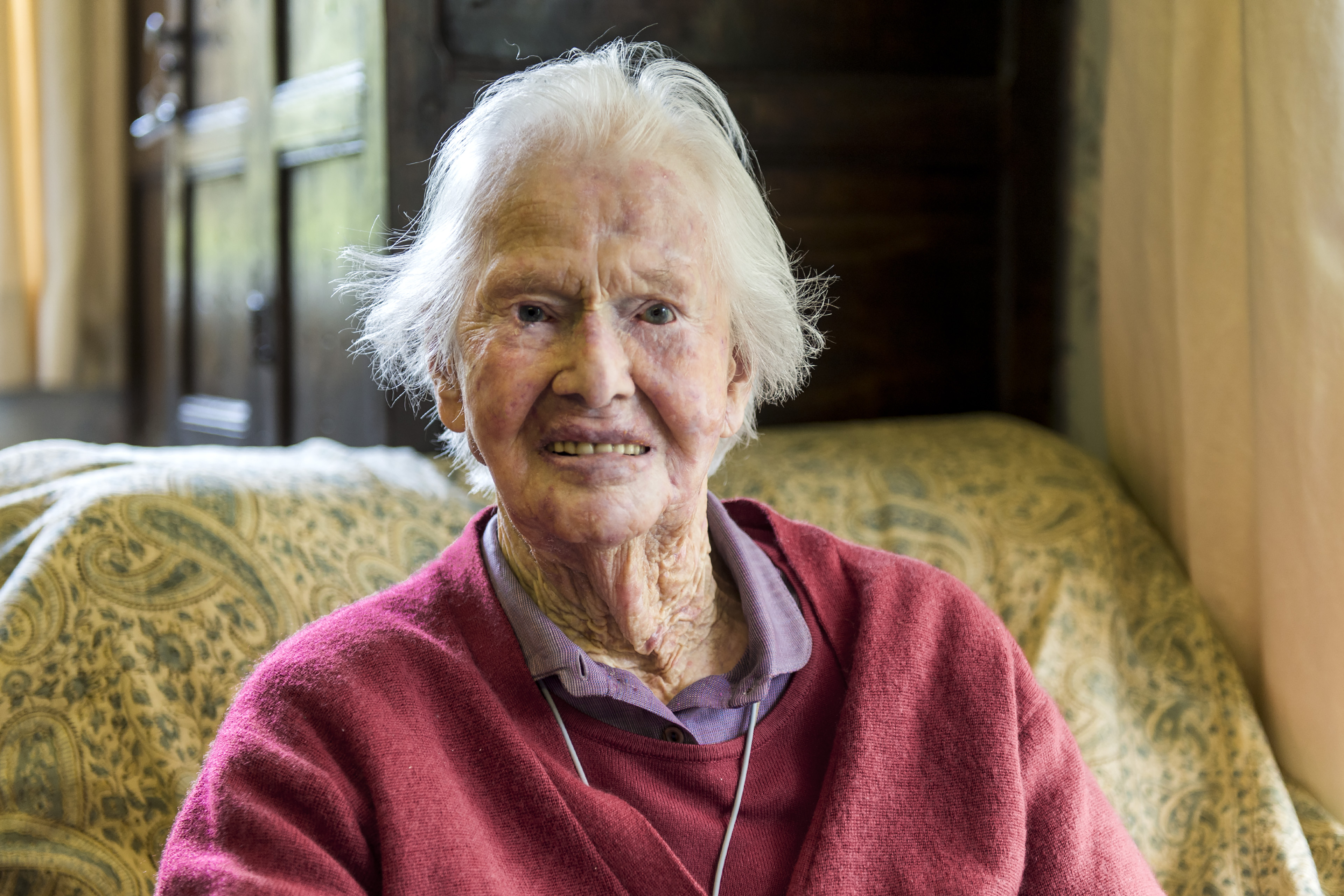
Nancy Sandars, Juni 2013

Nancy Katharine Sandars (* 29. Juni 1914 in Little Tew, Oxfordshire; † 20. November 2015 ebenda) war eine britische Prähistorikerin. Ohne zunächst eine akademische Ausbildung genossen zu haben, schrieb sie eine Reihe von weithin anerkannten Studien. Bekannt ist auch eine populäre Übersetzung des Gilgamesch-Epos.

## Leben
Sandars wurde 1914 in The Manor House in Little Tew als Tochter von Edward Carew Sandars und Gertrude Annie Sandars (geborene Phipps) geboren. Ihr Vater war Offizier der britischen Armee, der im Burenkrieg und im Ersten Weltkrieg gedient hatte, und ihre Mutter diente beim Voluntary Aid Detachment. Über ihre Mutter war sie eine Nachfahrin von James Ramsay, dem Anti-Sklaverei-Aktivisten des 18. Jahrhunderts. Ihre Schwester Elizabeth war sieben Jahre älter und die Überlebende von Zwillingen. Die Schwestern, die beide nie heirateten, standen sich bis zu Bettys Tod im Jahr 1995 sehr nahe und lebten zusammen in einem Haus.
Sandars wurde in ihren ersten Lebensjahren zu Hause von einer Gouvernante unterrichtet und besuchte dann die Wychwood School, eine unabhängige Schule für Mädchen in Oxford. Sie war ein kränkliches Kind, das an Tuberkulose erkrankte; diese hatte ihre Augen befallen, wurde aber in einem Sanatorium in der Schweiz erfolgreich behandelt. Da ihre Ausbildung durch die Krankheit unterbrochen wurde, verließ sie die Schule ohne Abschluss.
In den 1930er Jahren bereiste Nancy Sandars Westeuropa (Deutschland, Frankreich, Italien, die Schweiz und Spanien). Mehrmals hielt sie sich in der "Klause" auf, einer privaten Sprachenschule für britische Studierende in Jugenheim an der Bergstraße, die auch ihre Schwester Betty schon besucht hatte. Diese Sprachenschule betrieb Helene Koch, die Schwester der Jugendbuchautorin Henny Koch.
Sandars nahm in den 1930er Jahren auch an ihrer ersten archäologischen Ausgrabung teil, nachdem ihre Schwester sie mit Kathleen Kenyon bekannt gemacht hatte. 1939 schloss Sandars sich Kenyon an, um bei ihrer Ausgrabung eines eisenzeitlichen Hügelkastells in The Wrekin, Shropshire, mitzuarbeiten. Sie wollte auch an einer Ausgrabung in der Normandie teilnehmen, die von Mortimer Wheeler geleitet wurde, wurde aber durch den Ausbruch des Zweiten Weltkriegs aufgehalten.  Stattdessen ging sie mit Kenyon nach London und half bei der Verlagerung von Artefakten in den Keller des Institute of Archaeology des University College London, um sie dort zu schützen. Sandars erinnert sich so: „I remember I stood at the top of the stairs and threw pots and sherds to Kath [Kathleen Kenyon] standing at the bottom to put them in packing cases. She was a good catcher and I don’t think there were any casualties.“
Sandars begann den Zweiten Weltkrieg als Pazifistin; die Poesie von Wilfred Owen und ihre Erinnerungen an den Ersten Weltkrieg hatten sie beeinflusst. In den ersten Kriegsmonaten war sie als freiwillige Krankenschwester in verschiedenen Krankenhäusern in Oxfordshire tätig. Sandars' Einstellung änderte sich, nachdem sie den Bombenkrieg miterlebt hatte. Nach diesem Perspektivwechsel wurde sie Mitglied im Women’s Royal Naval Service (WRNS), wurde aufgrund ihrer Deutschkenntnisse für den Nachrichtendienst eingesetzt und verbrachte das letzte Kriegsjahr mit dem Abhören von deutschen U-Booten und Flugzeugen. Sie ist auf der Bletchley Park Roll of Honour aufgeführt.
Nach dem Ende des Zweiten Weltkriegs beschloss Sandars, eine Universität zu besuchen. Da sie keinen Schulabschluss hatte, musste sie für den Zugang zur University of London das London Matric ablegen, das sie bestand. 1947 trat sie in das Institute of Archaeology ein, um ein Postgraduierten-Diplom in westeuropäischer Archäologie zu erwerben. Der Kurs umfasste die paläolithische und eisenzeitliche Periode sowie die Archäologie der Kelten. Aufgrund von Krankheitsphasen dauerte es drei Jahre, bis sie ihr Diplom erhielt.
Sandars verbrachte ein Jahr an der British School at Athens in Athen und forschte anschließend am St Hugh’s College in Oxford, wo sie bei Christopher Hawkes, dem damaligen Professor für europäische Vorgeschichte, arbeitete. Sie schloss ihr Studium an der University of Oxford mit einem Bachelor of Letters (BLitt) ab. Ihre Abschlussarbeit wurde veröffentlicht und zu ihrem ersten Buch, Bronze Age Cultures in France.
1952 reiste Sandars nach Griechenland, um an einer Ausgrabung auf der Insel Chios mitzuarbeiten. Diese Ausgrabung wurde von Sinclair Hood geleitet; Sandars und Hood hatten gemeinsam studiert, da beide 1947 am Institute of Archaeology waren.
Im Rahmen ihrer Forschungen unternahm Sandars eine Reihe von Reisen zu archäologischen Stätten in ganz Europa. 1954 bereiste sie Griechenland und besuchte Athen und Kreta. Im Jahr 1958 bereiste sie erneut Griechenland und auch die Türkei im Rahmen von Forschungen über die ägäische Bronzezeit; sie wurde von dem Anthropologen John Campbell und der klassischen Archäologin Dorothea Gray begleitet. 1960 reiste sie mit Stuart Piggott, Terence Powell und John Cowen nach Rumänien und Bulgarien. Da diese Länder hinter dem Eisernen Vorhang lagen, den nur wenige Westeuropäer hatten passieren können, musste sie nach ihrer Rückkehr nach England dem Außenministerium Bericht erstatten.
Diese sehr vielfältigen und geografisch weiten Forschungen fasste sie in zwei grundlegenden Arbeiten, Prehistoric Art in Europe (1968) für Osteuropa und The Sea Peoples (1978) für den Mittelmeerraum, zusammen.
In den 1950er Jahren übersetzte Sandars das Gilgamesch-Epos aus der Keilschrift ins Englische; diese 1960 von Penguin Books veröffentlichte Prosaübersetzung erwies sich als sehr populär und verkaufte sich über eine Million Mal.
1957 wurde Sandars zum Fellow der Society of Antiquaries of London (FSA) und 1984 der British Academy (FBA) gewählt.
Die letzten 30 Jahre verbrachte Sandars in ihrem Haus mit ihrer Schwester Betty. Mit Katherine Watson, einer in der Nähe wohnenden Nachbarin und Dichterin, diskutierte sie auch in einem intensiven Briefverkehr über Gedichte. Zwei Bände zu vermischten Themen, Grandmother’s Steps (2001) und Evening Primroses (posthum 2015), umfassen neben kleinen, fachlichen Schriften auch Gedichte von Sandars. Sandars starb 2015 mit 101 Jahren friedlich in ihrem Geburtshaus.

## Veröffentlichungen (Auswahl)
- Bronze Age Cultures in France. Cambridge University Press, Cambridge 1957, ISBN 978-1-107-47542-7.
- The Epic of Gilgamesh. Penguin Books, Harmondsworth 1960.
- Poems of Heaven and Hell from Ancient Mesopotamia. Penguin Books, Harmondsworth 1971.
- The Sea Peoples: warriors of the ancient Mediterranean 1250-1150 B. C. Thames & Hudson, London 1978, ISBN 978-0-500-02085-2.
- Prehistoric art in Europe. Penguin Books, Harmondsworth 1985, ISBN 978-0-14-056030-5 (archive.org).
- The Epic of Gilgamesh. Penguin Books, Harmondsworth 1987, ISBN 978-0-14-044100-0 (archive.org).
- Gilgamesh and Enkidu. Penguin Books, New York City 1995, ISBN 978-0-14-600173-4.
- Grandmother's steps and other poems, 1943-2000. Poets and Painters Press, London 2001, ISBN 978-0-902400-68-9.

Weitere Veröffentlichungen sind auf der Website vom Nancy Sandars aufgeführt.